# Josep Català i Codina
Josep Català i Codina (València, 1780 - † Montevideo, 1844) fou un pedagog uruguaià d'origen valencià. Va introduir el sistema d'ensenyament de Joseph Lancaster a l'Uruguai.
Nascut a València, Català va emigrar primer a Buenos Aires i després a Montevideo, per ordre expressa de Thompson, un deixeble de Lancaster. Allí va conèixer Dámaso Antonio Larrañaga, home de lletres i fundador de la Biblioteca Nacional, i a Teodoro Vilardebò, metge i historiador, membre honorífic d'àmbits culturals.
Català es va convertir en un reformador social, al suprimir els càstigs físics cap als estudiants i a l'introduir un mètode d'ensenyament més afable. El 1822 va publicar un llibre de gramàtica de la llengua castellana.
El seu fill Carlos fou militar, polític i empresari, i fundà la ciutat de San Eugenio de Cuarem, avui Artigas.